# Alicia Coppola
Alicia Coppola (22 de abril de 1968) es una actriz de televisión estadounidense.

## Biografía

### Inicios
Nacida en Huntington (Nueva York), Coppola se graduó en 1990 en la Universidad de Nueva York. Aunque no es pariente del director de cine Francis Ford Coppola, es hermana y prima, respectivamente, de los productores de cine Matthew Coppola y Denise Di Novi.

### Carrera
Coppola inició su carrera en la televisión como presentadora del concurso de la MTV Remote Control. En 1991, fue seleccionada para el papel de Lorna Devon en el serial Another World, papel que interpretó hasta 1994. 
Sus trabajos más conocidos en televisión incluyen un papel recurrente en la serie Trinity (1998-1999) y papeles protagonistas en la versión americana de la comedia británica Cold Feet (1999) y en el drama Bull (2000) de la TNT. Apareció brevemente en el episodio piloto de Star Trek: Voyager como la Teniente Stadi, en un capítulo de CSI: Las Vegas (era la asesina),y en otro de Ley y Orden: Acción Criminal, como la esposa del asesino). También participó varias veces como una abogada militar en JAG y NCIS. Además interpretó el papel de la asesina en serie Ryan Kessler en el episodio 7 de la temporada 5 de Crossing Jordan.
En otoño de 2006, apareció en el papel recurrente de la agente del IRS, Mimi Clark, en la serie posapocalíptica de la  CBS, Jericho. En 2007 su personaje pasó a ser parte del reparto regular. También interpretó a una agente del FBI en la película National Treasure: Book of Secrets (La leyenda del tesoro perdido 2: El libro de los secretos en Hispanoamérica y La búsqueda 2: El diario secreto en España), dirigida por el también productor de Jericho, Jon Turteltaub.

### Vida personal
Coppola está casada con Anthony "Tony" Jones; su hija, Mila Rose Jones, nació en octubre de 2002.